# Triq il-Wiesgħa torony
Triq il-Wiesgħa torony (máltaiul: Torri ta' Triq il-Wiesgħa), eredetileg Torre della Giddida más néven Mwejġel Tower (máltaiul: Torri ta' Mwejġel vagy Torri tal-Imwiegħel), kis őrtorony Żabbar közelében, Máltán. 1659-ben épült Martín de Redín nagymester parancsára, aki Málta partjainak védelmében összesen tizenhárom hasonló erődtornyot építtetett. Az épület a 20. században jelentős károkat szenvedett, a szerkezet egyes részeit lebontották, majd 2008 és 2009 között helyreállították. Jelenleg Málta színes és vibráló múltjának mementója.

## Leírása
A torony négyzetes alaprajzú, kétemeletes. Belső terét ívekkel alátámasztott álmennyezet osztja két egymás feletti helyiségre. Az alsó, ablaktalan szoba tárolóként szolgált, a felső szoba a kis legénység lakása volt. A szilárd falazaton belül csigalépcső köti össze a felső szintet a lapostetővel, amelyet falazott mellvéd vesz körül. A torony egyetlen bejárata az első emelet szintjén van, a torony tengertől távolabbi oldalán.

## Története

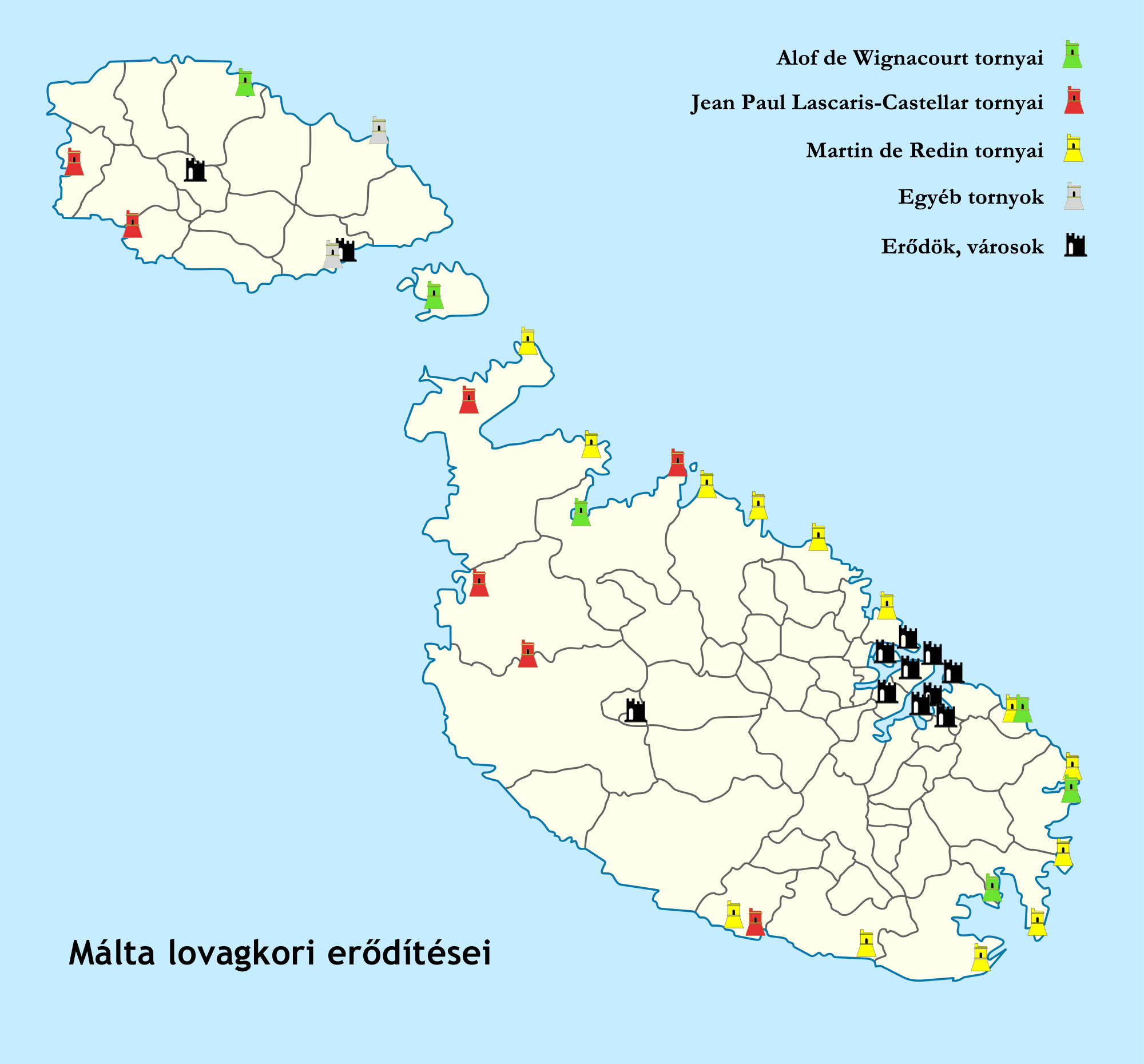
Málta 1530–1798 között épült partvédelmi rendszere

A Triq il-Wiesgħa torony 1659-ben épült a Il-Port Il-Kbirtől keletre fekvő parton. Nevének jelentése „Széles út", mert egy széles partvonal védelmét kellett ellátnia. De Redín nagymester katona volt és elődjének példáját követve kisebb, szabványos őrtornyokkal szegélyezte a partvonalat a szigetek védelmében. Ezek a kisebb méretű tornyok megfigyelőállomásként szolgáltak, hogy riasszák a helyőrséget, ha ellenséges flotta közeledik. A tornyokat a Wignacourt- és a Lascaris-tornyok mintájára egymástól látótávolságára helyezték el, hogy éjjel-nappal jelezhessenek egymásnak, és a part azon részein állították fel őket, ahol a terep lehetővé tette az ellenséges csapatok partraszállását. A Triq il-Wiesgħa torony látóterében nyugaton a Santa Maria delle Grazie-torony, keleten pedig a Żonqor torony állt, amelyek ma már nem léteznek.
Az 1870-es években a toronytól mindössze 350 méterre épült a Leonardo erőd, amelynek magaslati elhelyezkedése miatt a Triq il-Wiesgħa torony nem esett a tűzvonalába, így megmaradhatott. (Több kis őrtorony ugyanis a későbbi erődök áldozatául esett, mint például a Delimara és a Bengħisa tornyok, amelyeket azért bontottak le, hogy megtisztítsák a Delimara erőd, illetve a Benghisa erőd tűzvonalát.)
A 20. század elejére a Triq il-Wiesgħa torony hátsó része leomlott és az épület romokban hevert, így az 1930-as években helyreállították. A második világháborúban megfigyelőállásként működött, mellvédjét és kis tornyát elbontották, a közelében pedig bunkereket építettek. Végül egy lezuhanó repülőgép súlyosan megrongálta.
A romos torony 2004-ben a Fondazzjoni Wirt Artna Alapítvány gondozásába került és négy évvel később 2008 szeptemberében megkezdődött a helyreálítás, ami 2009 márciusára ért véget. Ekkor a második világháború során eltávolított elemeket is újjáépítették.

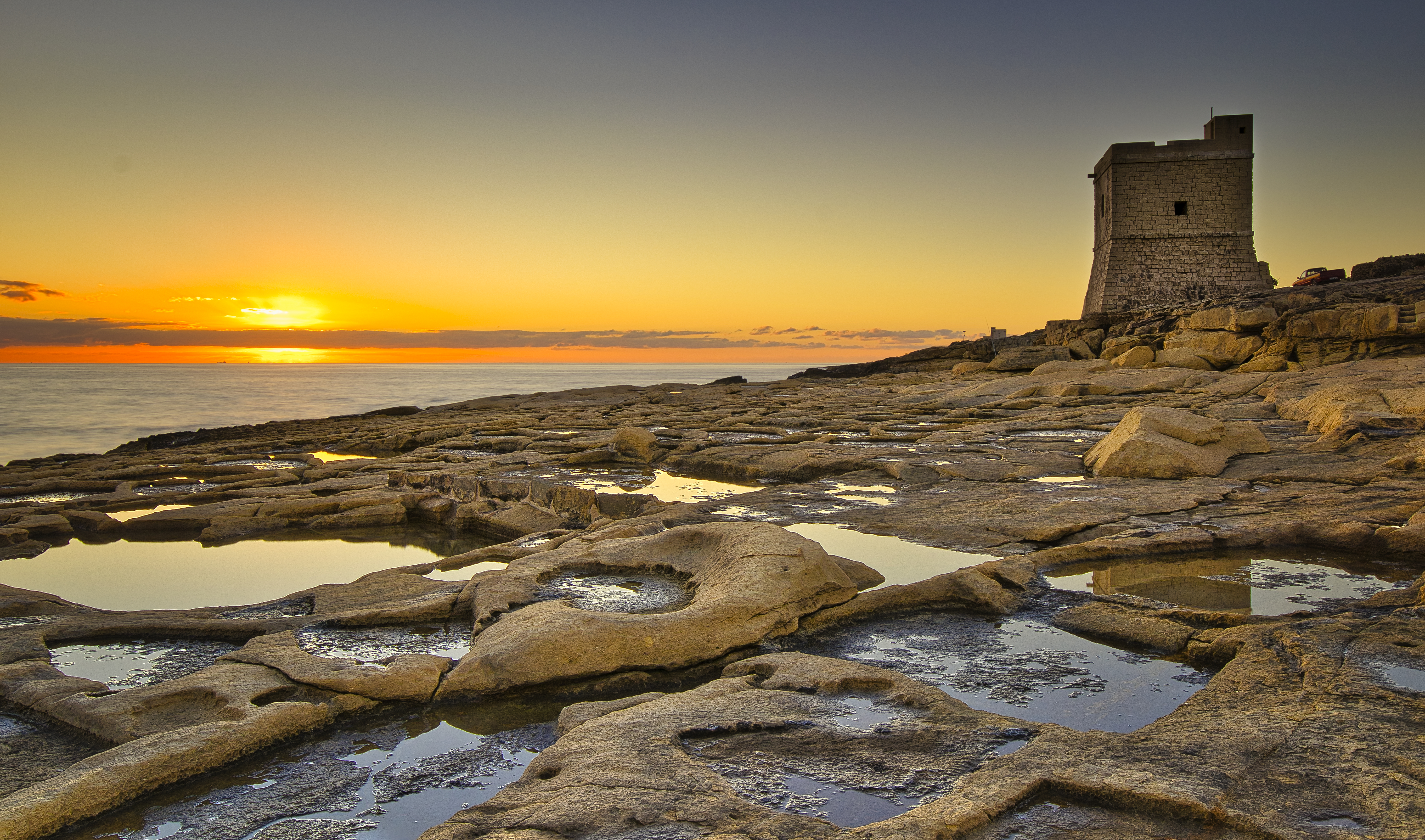
A Triq il-Wiesgha torony napkeltekor
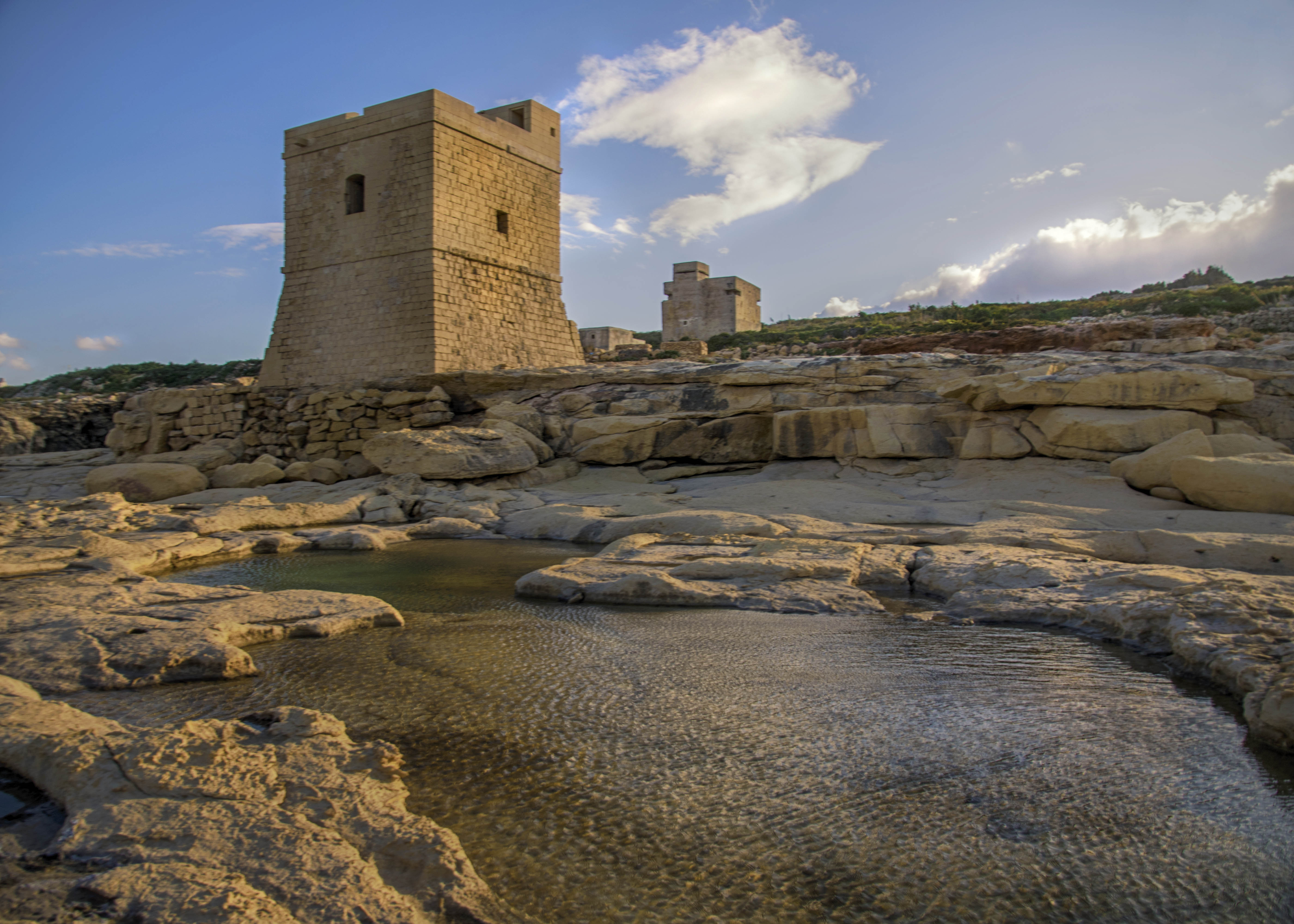
A torony tengerre néző oldala,
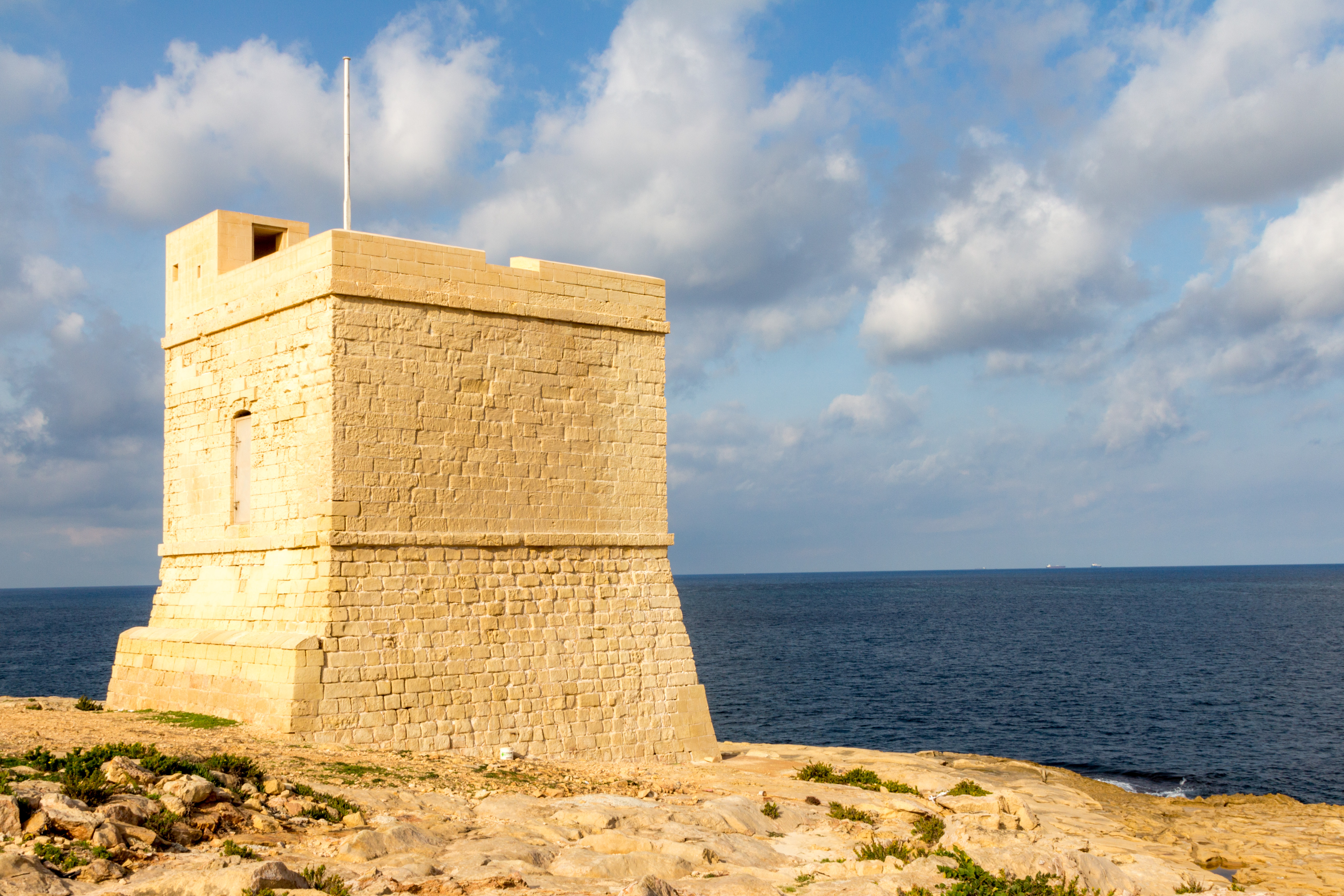
és a bejárata.

## Fordítás
Ez a szócikk részben vagy egészben  a   Triq il-Wiesgħa Tower című angol Wikipédia-szócikk fordításán alapul.  Az eredeti cikk szerkesztőit annak laptörténete sorolja fel. Ez a jelzés csupán a megfogalmazás eredetét és a szerzői jogokat jelzi, nem szolgál a cikkben szereplő információk forrásmegjelöléseként.

## Külső hivatkozások
- A máltai szigetek kulturális javainak nemzeti jegyzéke